# ألفرد أدلر
ألفريد ادلر (بالألمانية: Alfred Adler)‏ (7 فبراير 1870 - 28 مايو 1937)، هو طبيب عقلي نمساوي، مؤسس مدرسة علم النفس الفردي، اختلف مع فرويد وكارل يونغ بالتأكيد على أن القوة الدافعة في حياة الإنسان هي الشعور بالنقص والتي تبدأ عندما يبدأ الطفل بفهم وجود الناس الآخرين والذين عندهم قدرة أحسن منه للعناية بأنفسهم والتكيف مع بيئتهم.
من اللحظة التي ينشأ الشعور بالنقص فيها الطفل يكافح للتغلب عليها، ولأن النقص لا يحتمل الآليات التعويضية تنشأ من النفس وتؤدي لظهور اتجاهات عصابية أنانية وإفراط تعويض وانسحاب من العالم الواقعي ومشاكله. أدلر ألقى الضغط الخاص على الشعور بالنقص ويظهر من اعتباره على ثلاث علاقات مهمة: القائمة بين الفرد والعمل و الأصدقاء والمحبوبين، تفادي مشاعر النقص في هذه العلاقات تقود الفرد لتبني هدف الحياة غير الواقعي ويتكرر التعبير عنه بإرادة غير عاقلة للقوة والسيطرة، وتقود إلى كل نوع من السلوك الضد اجتماعي من الاستبداد والتفاخر إلى الطغيان السياسي، أدلر آمن بأن التحليل النفسي والشعور بالجماعة يحافظ على السلامة العقلية.

## الحياة المهنية
بدأ أدلر مسيرته الطبية كطبيب عيون، لكنه سرعان ما انتقل إلى ممارسة الطب العام، وأسس مكتبه في منطقة أقل ثراءً في فيينا على الجانب الآخر من حديقة براتر، وهي حديقة ملاهي وسيرك. كان من بين مرضاه أشخاص من السيرك، ومن المقترح أن أوجه القوة والضعف غير الاعتيادية لفناني الأداء قادت إلى رؤيته حول «دونية عضو الجسد» و«التعويض».
في بداية حياته المهنية، كتب أدلر مقالًا للدفاع عن نظرية فرويد بعد قراءة أحد أشهر أعمال فرويد، تفسير الأحلام. في عام 1902، وبسبب مقالته الدفاعية، تلقى أدلر دعوة من سيغموند فرويد للانضمام إلى مجموعة مناقشة غير رسمية ضمت رودولف رايتلر وفيلهيلم شتيكل. اجتمعت مجموعة «جمعية الأربعاء» (بالألمانية: Mittwochsgesellschaft) بانتظام مساء كل أربعاء في منزل فرويد وكانت بداية حركة التحليل النفسي، وتوسعت بمرور الوقت لتشمل العديد من الأعضاء. كل أسبوع يقدم أحد الأعضاء ورقة تناقشها المجموعة بعد استراحة قصيرة لتناول القهوة والكعك. الأعضاء الرئيسيون هم أوتو رانك، وماكس إيتينغون، وفيلهيلم شتيكل، وكارل أبراهام، وهانس ساكس، وفريتز ويتلز، وماكس غراف، وشاندور فيرينتزي. في عام 1908، قدم أدلر ورقته البحثية «الغريزة العدوانية في الحياة والعُصاب» في وقت اعتقد فيه فرويد أن التطور الجنسي المبكر هو المحدد الأساسي لتكوين الشخصية، وهو الأمر الذي عارضه أدلر. اقترح أدلر أن الدافع الجنسي والعدواني «غريزتان منفصلتان في الأصل تندمجان لاحقًا». اختلف فرويد آنذاك مع هذه الفكرة.
عندما اقترح فرويد في عام 1920 نظرية الغريزة المزدوجة عن الدافعين الجنسي والعدواني في مقال ما وراء مبدأ اللذة، دون الاستشهاد بأدلر، وُجه اللوم إليه لأن أدلر قد اقترح الدافع العدواني في ورقته البحثية عام 1908 (إيسلر، 1971). علق فرويد لاحقًا في حاشية سفلية عام 1923 أضافها إلى حالة هانز الصغير قائلًا: «لقد اضطررت إلى تأكيد وجود غريزة عدوانية» (1909، ص. 140، 2)، بينما أشار إلى أن مفهومه عن الدافع العدواني يختلف عن دافع أدلر. بصفته عضوًا قديمًا في المجموعة، قدم أدلر للمجموعة الكثير غير هذه المساهمة المحورية في عام 1908، وأصبح أدلر رئيسًا لجمعية التحليل النفسي في فيينا بعد ثماني سنوات (1910). ظل عضوًا في الجمعية حتى عام 1911، عندما انسحب هو ومجموعة من مؤيديه رسميًا من دائرة فرويد، وهو أول المعارضين الكبار للتحليل النفسي التقليدي (سابقًا بذلك انشقاق كارل يونغ في عام 1914).
كان هذا الانفكاك مناسبًا لكل من فرويد وأدلر، إذ أنهما باتا يكرها بعضيهما. أثناء تعاونه مع فرويد، حافظ أدلر كثيرًا على أفكاره الخاصة التي اختلفت مرارًا عن أفكار فرويد. رغم أنه غالبًا ما يُشار إلى أدلر على أنه «تلميذ فرويد»، لم يكن هذا صحيحًا في الواقع؛ بل كانا زميلين، وأشار فرويد إليه في عام 1909 باسم «زميلي الدكتور ألفريد أدلر». استمر تعاون أدلر وفرويد لتسع سنوات، ولم يلتقيا بعد الانفصال. استمر كره فرويد لأدلر حتى بعد الانفصال وكان يميل لكره المنشقين الآخرين عن التحليل النفسي. حتى بعد وفاة أدلر، استمرت كراهية فرويد له. عند التحدث مع زميل حول هذه المسألة، قال، «أنا لا أفهم تعاطفك مع أدلر. بالنسبة لصبي يهودي قادم من إحدى ضواحي فيينا، فإن الموت في أبردين هو أمر غير مسبوق في حد ذاته ودليل على التقدم الذي أحرزه. لقد كافأه العالم حقًا بجدارة على خدمته في وضع التحليل النفسي المناقض». في عام 1929 عرض أدلر على أحد المراسلين مع صحيفة نيويورك هيرالد نسخة من البطاقة البريدية الباهتة التي أرسلها إليه فرويد في عام 1902. أراد أن يثبت أنه لم يكن أبدا تلميذًا لفرويد، إنما فرويد من سعى إليه لمشاركته أفكاره.
أسس أدلر جمعية علم النفس الفردي في عام 1912 بعد انفصاله عن حركة التحليل النفسي. تضمنت مجموعة أدلر في البداية بعض أتباع النيتشية التقليدية (الذين اعتقدوا أن أفكار أدلر حول السلطة والدونية كانت أقرب إلى نيتشه من أفكار فرويد). بعيدًا عن عداوتهما، حافظ أدلر على إعجابه بأفكار فرويد حول الأحلام وأرجع إليه الفضل في إنشاء نهج علمي لاستخدامها السريري (فيبرت، 1997). ومع ذلك، حتى فيما يتعلق بتفسير الأحلام، كان لأدلر نهجه النظري والسريري. تركزت الاختلافات الأساسية بين أدلر وفرويد على زعم أدلر بأن المجال الاجتماعي (الخارجانية) يتساوى في أهميته في علم النفس مع المجال الداخلي (الداخلانية). تمتد ديناميات السلطة والتعويض إلى ما وراء الجنسانية، ويمكن للجندر والسياسة أن يكونا بنفس أهمية الرغبة الجنسية. علاوة على ذلك، لم يشارك فرويد معتقدات أدلر الاشتراكية، فزوجة أدلر كانت على سبيل المثال صديقة مقربة للعديد من الماركسيين الروس مثل ليون تروتسكي.

## المدرسة الأدلرية
بعد انفصال أدلر عن فرويد، حقق نجاحًا كبيرًا وشهرة في تأسيس مدرسة مستقلة للعلاج النفسي وعلم نفس الشخصية الفريد. سافر وألقى محاضرات لمدة 25 عامًا لتعزيز نهجه الاجتماعي. كان هدفه بناء حركة تنافس بل وتستبدل الحركات الأخرى في علم النفس من خلال الدفاع عن التكامل الشامل للصحة النفسية مع المساواة الاجتماعية. توقفت جهود أدلر بسبب الحرب العالمية الأولى التي عمل خلالها كطبيب في الجيش النمساوي المجري. بعد انتهاء الحرب، ازداد نفوذه بشكل كبير. في عشرينيات القرن الماضي، أنشأ عددًا من عيادات لتوجيه الأطفال. منذ عام 1921 فما بعد، كان محاضرًا متكررًا في أوروبا والولايات المتحدة، وأصبح أستاذًا زائرًا في جامعة كولومبيا في عام 1927. هدفت طرق العلاج السريرية للبالغين إلى الكشف عن المقصد الخفي للأعراض باستخدام الوظائف العلاجية للبصيرة والمعنى.
كان أدلر مهتمًا بتخطي ديناميكية التفوق/الدونية وكان من أوائل المعالجين النفسيين الذين تجاهلوا الأريكة التحليلية واستبدلها بالكرسيين. هذا يسمح للطبيب والمريض بالجلوس معًا بشكل من المساواة. سريريًا، لا تقتصر طرق أدلر على العلاج بعد-وقوع-الحدث ولكنها تمتد إلى مجال الوقاية من خلال استباق المشاكل المستقبلية لدى الطفل. تشمل استراتيجيات الوقاية تشجيع وتعزيز الاهتمام الاجتماعي والانتماء والتحول الثقافي داخل الأسرة والمجتمعات التي تؤدي إلى استئصال التغنيج والإهمال (خاصة العقاب الجسدي). كانت شعبية أدلر مرتبطة بالتفاؤل المقارن ومعقولية أفكاره. غالبًا ما كان يكتب للجمهور العادي. احتفظ أدلر دائمًا بنهج براغماتي موجهًا نحو مهام محددة. «مهام الحياة» هي المهنة/العمل، والمجتمع/الصداقة، والحب/الجنسانية. نجاح المهام جميعًا يعتمد على التعاون. لا ينبغي النظر لمهام الحياة بشكل مفرد ومعزول، وعلق أدلر تعليقه الشهير بأن «جميعها تلقي أضواءً متقاطعة على بعضها البعض».

قارن الدكتور فيكتور فرانكل في كتابه الأكثر مبيعًا، بحث الإنسان عن المعنى، قارن «مدرسة فيينا الثالثة للعلاج النفسي» (بعد مدرستي فرويد وأدلر) بتحليل أدلر:
وفقًا للعلاج بالمعنى، فإن السعي لإيجاد معنى في حياة المرء هو القوة التحفيزية الأساسية في الإنسان. لهذا السبب أتحدث عن الرغبة للمعنى على النقيض من «مبدأ اللذة» (أو، كما يمكن أن نطلق عليه أيضًا، الرغبة للذة) الذي يرتكز عليه التحليل النفسي الفرويدي، وكذلك على النقيض من الرغبة للقوة التي يرتكز عليها علم النفس الأدلري باستخدام مصطلح «السعي للتفوق».

## من أقواله
- الكذب لا يكون محسوسا إذا كانت الحقيقة لا يشعر أنها خطرة
- قاعدة بسيطة في التعامل مع الصعبين المراس أن تتذكر أن الشخص يكافح ليثبت تفوقه ويجب أن تتعامل معه من وجهة نظره
- الموت نعمة عظيمة للبشرية بدونها لا تقدم حقيقي، الناس الخالدون لن يعرقلوا ويثبطوا عزائم الصغار ولكن لن يملكوا محفز كافي للابداع
- كل فرد يتصرف ويعاني بالتوافق مع غايته المميزة حيث الكل له قدر محتم والتي من الممكن إلا يفهمها
- كل علاج شاف وكل محاولة خرقاء لتظهر للمريض الحقيقة وستخدش مسؤولية المريض وحريته وبالتالي ستواجه بمقاومة حادة.
- رقة الشعور هي تعبير عن الشعور بالنقص
- الله الكامل الأبدي الذي يوجه النجوم وهو سيد الأقدار ويرفع الإنسان من وضاعته الذي يتكلم من الكون لكل روح بشرية وهو الوحي الذي يظهر الكمال
- في التحقق من الأسلوب العصابي للحياة ونشك بالعدو ونلاحظ كيف يعاني من ظرف المريض
- أنه من الأسهل الصراع من أجل مبدأ أكثر من أن تعيش من أجله
- من أكثر الاتجاهات الفعالة في العصاب أن تقيس الرفض للتكلم
- واجب وطنني أن يكذب الإنسان من أجل بلده
- الإنسان يعرف أكثر مما يفهم
- المعاني ليست محدد بالمواقف ولكن نحدد أنفسنا بالمعاني التي نعطيها للموقف
- مصاعبي تنبع مني
- لا يوجد خبرة لسبب فشلنا أو نجاحنا؛ لا نشكو من خبرتنا٬ ولكن نحدد ما يلائم أهدافنا
- دولنا الحديثة تعد للحرب بدون أن تعرف مستقبل الحرب
- الخطر الرئيس في الحياة أن تأخذ في الحسبان كثير من الحذر
- المربي يجب أن بؤمن بالقدرة الكامنة في طلابه ويجب أن يوظف كل فنونه لإخراجها إلى خبرتهم
- عظمة الشعور بالنقص أنه يختبر والأقوى أنه يحث على الاستيلاء والأكثر قسوة الإثارة العاطفية
- الناس الأصحاء هم الذين لا تعرفهم جيدا
- علم النفس يمكن أن يحصل على هدفه المناسب بفهم الطبيعة البشرية وباستخدام العلم سنجلب السلام للروح
- فحص أنماط السلوك بعلاقتها مع المجتمع، العلاقة مع العمل والعلاقة مع الجنس
- هناك قاعدة تقول أن تحب جارك كما تحب نفسك وعلى البشر تطبيقها كما يتنفسون وإلا سيهلكون
- كل الذين يسلكون طريق الحرب يظهرون غير إنسانيين
- أن تكون إنسان يعني أن تمل الشعور بالنقص والتي تدفع ضاغطة نحو الاستيلاء
- الحرب ليست استمرار للسياسة بوسائل أخرى ولكن جريمة شاملة تقترف بحق المجتمع البشري
- الحرب جريمة منظمة وتعذيب ضد الإخوة
- لا يجب أن نقول أن الطفل إذا رُبّي بشكل سيئ سيكون مجرما يجب أن نرى الاستنتاج الذي وضعه
- يجب أن نفسر المزاج السيئ كإشارة للنقص
- يجب ألا نتجاهل ما يشعر به المريض من أعراض

## روابط خارجية
- ألفرد أدلر على موقع الموسوعة البريطانية (الإنجليزية)
- ألفرد أدلر على موقع إن إن دي بي (الإنجليزية)